# بكورية أمريكية
البكورية الأمريكية نوع نباتي يتبع جنس البكورية من الفصيلة النجمية.